# Volvo Grand Prix 1983
Il Volvo Grand Prix 1983 è una serie di tornei maschili di tennis. Esso include i 4 tornei dello Slam e tutti gli altri tornei del Grand Prix. È iniziato il 10 gennaio con il Heineken Open e si è concluso il 15 gennaio 1984 con la finale del Masters.

## Calendario

### Gennaio
| Settimana  | Torneo | Vincitore                               | Finalista                      | Semifinalisti                       | Eliminati ai quarti                                           |
| ---------- | --- | --------------------------------------- | ------------------------------ | ----------------------------------- | ------------------------------------------------------------- |
| 10 gennaio | Heineken Open 1983 Auckland, Nuova Zelanda Cemento – 90 000 $ – S32/D16 Singolare - Doppio                   | John Alexander 6-4 6-3 6-3              | Russell Simpson                | Chris Lewis Rod Frawley             | David Siegler Bernie Mitton Broderick Dyke Jeff Simpson       |
| 10 gennaio | Heineken Open 1983 Auckland, Nuova Zelanda Cemento – 90 000 $ – S32/D16 Singolare - Doppio                   | Chris Lewis Russell Simpson 7-6, 6-3    | David Graham Laurie Warder     | Chris Lewis Rod Frawley             | David Siegler Bernie Mitton Broderick Dyke Jeff Simpson       |
| 24 gennaio | Guarujá Open 1983 Guarujá, Brasile Cemento – 225 000 $ – S64/D32 Singolare - Doppio                          | José Luis Clerc 3-6 7-5 6-1             | Mats Wilander                  | Bernard Boileau Tomáš Šmíd          | Francisco González Andrés Gómez Pat Du Pré Ramesh Krishnan    |
| 24 gennaio | Guarujá Open 1983 Guarujá, Brasile Cemento – 225 000 $ – S64/D32 Singolare - Doppio                          | Tim Gullikson Tomáš Šmíd 6–4, 6–7, 6–4  | Shlomo Glickstein Van Winitsky | Bernard Boileau Tomáš Šmíd          | Francisco González Andrés Gómez Pat Du Pré Ramesh Krishnan    |
| 31 gennaio | U.S. Pro Indoor 1983 Filadelfia, Pennsylvania, USA Sintetico indoor – 375 000 $ – S64/D32 Singolare - Doppio | John McEnroe 4–6, 7–6, 6–4, 6–3         | Ivan Lendl                     | Tim Mayotte Bill Scanlon            | Eliot Teltscher Brian Gottfried Peter McNamara Wojciech Fibak |
| 31 gennaio | U.S. Pro Indoor 1983 Filadelfia, Pennsylvania, USA Sintetico indoor – 375 000 $ – S64/D32 Singolare - Doppio | Kevin Curren Steve Denton 4–6, 7–6, 7–6 | Peter Fleming John McEnroe     | Tim Mayotte Bill Scanlon            | Eliot Teltscher Brian Gottfried Peter McNamara Wojciech Fibak |
| 31 gennaio | Caracas Open 1983 Caracas, Venezuela, Cemento – 75 000 $ – S32/D16 Singolare - Doppio                        | Raúl Ramírez 6-4 6-2                    | Morris Strode                  | Francisco González Stefan Simonsson | Nick Saviano David Dowlen Stan Smith Tim Gullikson            |
| 31 gennaio | Caracas Open 1983 Caracas, Venezuela, Cemento – 75 000 $ – S32/D16 Singolare - Doppio                        | Jaime Fillol Stan Smith 6–7, 6–4, 6–3   | Andrés Gómez Ilie Năstase      | Francisco González Stefan Simonsson | Nick Saviano David Dowlen Stan Smith Tim Gullikson            |

### Febbraio
| Settimana   | Torneo | Vincitore                                | Finalista                   | Semifinalisti                  | Eliminati ai quarti                                          |
| ----------- | --- | ---------------------------------------- | --------------------------- | ------------------------------ | ------------------------------------------------------------ |
| 14 febbraio | U.S. Indoor National Championships 1983 Memphis, USA Sintetico indoor – 315 000 $ – S64/D32 Singolare - Doppio | Jimmy Connors 7-5 6-0                    | Gene Mayer                  | Peter McNamara Brian Gottfried | Eliot Teltscher Yannick Noah Brian Teacher Paul McNamee      |
| 14 febbraio | U.S. Indoor National Championships 1983 Memphis, USA Sintetico indoor – 315 000 $ – S64/D32 Singolare - Doppio | Peter McNamara Paul McNamee 6-1, 6-1     | Tim Gullikson Tom Gullikson | Peter McNamara Brian Gottfried | Eliot Teltscher Yannick Noah Brian Teacher Paul McNamee      |
| 14 febbraio | Viña del Mar Open 1983 Viña del Mar, Cile Terra rossa – 88 000 $ – S32/D16 Singolare - Doppio                  | Víctor Pecci 2-6 7-5 6-4                 | Jaime Fillol                | Pablo Arraya Ricardo Acuña     | Loic Courteau Mario Martínez Damir Keretić Hans Gildemeister |
| 14 febbraio | Viña del Mar Open 1983 Viña del Mar, Cile Terra rossa – 88 000 $ – S32/D16 Singolare - Doppio                  | Hans Gildemeister Belus Prajoux 6-3, 6-1 | Julio Goes Ney Keller       | Pablo Arraya Ricardo Acuña     | Loic Courteau Mario Martínez Damir Keretić Hans Gildemeister |
| 21 febbraio | La Quinta Classic 1983 La Quinta, USA Cemento – 255 000 $ – S64/D32 Singolare - Doppio                         | José Higueras 6-4 6-2                    | Eliot Teltscher             | Mike Bauer Yannick Noah        | Brad Gilbert Sandy Mayer Victor Amaya Robert Van't Hof       |
| 21 febbraio | La Quinta Classic 1983 La Quinta, USA Cemento – 255 000 $ – S64/D32 Singolare - Doppio                         | Brian Gottfried Raúl Ramírez 6–3, 6–3    | Tian Viljoen Danie Visser   | Mike Bauer Yannick Noah        | Brad Gilbert Sandy Mayer Victor Amaya Robert Van't Hof       |
| 28 febbraio | Monterrey Grand Prix 1983 Monterrey, Messico Sintetico indoor – 75 000 $ – S32/D16 Singolare - Doppio          | Sammy Giammalva 6-4 3-6 6-3              | Ben Testerman               | Erick Iskersky Nduka Odizor    | Terry Moor John Sadri Juan Hernández Nick Saviano            |
| 28 febbraio | Monterrey Grand Prix 1983 Monterrey, Messico Sintetico indoor – 75 000 $ – S32/D16 Singolare - Doppio          | Nduka Odizor David Dowlen 6–3, 7–5       | Andy Andrews John Sadri     | Erick Iskersky Nduka Odizor    | Terry Moor John Sadri Juan Hernández Nick Saviano            |

### Marzo
| Settimana | Torneo                                                                                               | Vincitore                                  | Finalista                        | Semifinalisti                     | Eliminati ai quarti                                          |
| --------- | --- | ------------------------------------------ | -------------------------------- | --------------------------------- | ------------------------------------------------------------ |
| 7 marzo   | Brussels Indoor 1983 Bruxelles, Belgio Sintetico indoor – 315 000 $ – S32/D16 Singolare - Doppio     | Peter McNamara 6-4 4-6 7-6                 | Ivan Lendl                       | Mats Wilander Vitas Gerulaitis    | Johan Kriek Yannick Noah Steve Denton Kevin Curren           |
| 7 marzo   | Brussels Indoor 1983 Bruxelles, Belgio Sintetico indoor – 315 000 $ – S32/D16 Singolare - Doppio     | Heinz Günthardt Balázs Taróczy 6–2, 6–4    | Hans Simonsson Mats Wilander     | Mats Wilander Vitas Gerulaitis    | Johan Kriek Yannick Noah Steve Denton Kevin Curren           |
| 7 marzo   | Lorraine Open 1983 Nancy, Francia Cemento indoor – 75 000 $ – S32/D16 Singolare - Doppio             | Nick Saviano 6-4 4-6 6-3                   | Chip Hooper                      | Wojciech Fibak Danie Visser       | Victor Amaya Wally Masur Tom Cain Bill Scanlon               |
| 7 marzo   | Lorraine Open 1983 Nancy, Francia Cemento indoor – 75 000 $ – S32/D16 Singolare - Doppio             | Jan Gunnarsson Anders Järryd 7–5, 6–3      | Ricardo Acuña Belus Prajoux      | Wojciech Fibak Danie Visser       | Victor Amaya Wally Masur Tom Cain Bill Scanlon               |
| 14 marzo  | Rotterdam Open 1983 Rotterdam, Paesi Bassi Sintetico indoor – 200 000 $ – S32/D16 Singolare - Doppio | Gene Mayer 6-1 7-6                         | Guillermo Vilas                  | John Fitzgerald Fritz Buehning    | Tim Wilkison Nick Saviano Hank Pfister Vincent Van patten    |
| 14 marzo  | Rotterdam Open 1983 Rotterdam, Paesi Bassi Sintetico indoor – 200 000 $ – S32/D16 Singolare - Doppio | Fritz Buehning Tom Gullikson 7–6, 4–6, 7–6 | Peter Fleming Pavel Složil       | John Fitzgerald Fritz Buehning    | Tim Wilkison Nick Saviano Hank Pfister Vincent Van patten    |
| 21 marzo  | Milan Indoor 1983 Milano, Italia Sintetico indoor – 365 000 $ – S32/D16 Singolare - Doppio           | Ivan Lendl 5-7 6-3 7-6                     | Kevin Curren                     | Chip Hooper Bill Scanlon          | Sandy Mayer Thomas Högstedt Tomáš Šmíd Eddie Edwards         |
| 21 marzo  | Milan Indoor 1983 Milano, Italia Sintetico indoor – 365 000 $ – S32/D16 Singolare - Doppio           | Tomáš Šmíd Pavel Složil 6–2, 5–7, 6–4      | Fritz Buehning Peter Fleming     | Chip Hooper Bill Scanlon          | Sandy Mayer Thomas Högstedt Tomáš Šmíd Eddie Edwards         |
| 21 marzo  | ATP Nizza 1983 Nizza, Francia Terra rossa – 75 000 $ – S32/D16 Singolare - Doppio                    | Henrik Sundström 7-5 4-6 6-3               | Manuel Orantes                   | Mario Martínez Fernando Luna      | Christophe Casa Juan Avendaño Jimmy Brown Thierry Tulasne    |
| 21 marzo  | ATP Nizza 1983 Nizza, Francia Terra rossa – 75 000 $ – S32/D16 Singolare - Doppio                    | Bernard Boileau Libor Pimek 6-3, 6-4       | Bernard Fritz Jean-Louis Haillet | Mario Martínez Fernando Luna      | Christophe Casa Juan Avendaño Jimmy Brown Thierry Tulasne    |
| 28 marzo  | Monte Carlo Open 1983 Monte Carlo, Monaco Terra rossa – 300 000 $ – S32/D16 Singolare - Doppio       | Mats Wilander 6-1 6-2 6-3                  | Mel Purcell                      | Manuel Orantes Corrado Barazzutti | Shlomo Glickstein Yannick Noah Henri Leconte Guillermo Vilas |
| 28 marzo  | Monte Carlo Open 1983 Monte Carlo, Monaco Terra rossa – 300 000 $ – S32/D16 Singolare - Doppio       | Heinz Günthardt Balázs Taróczy 6-2, 6-4    | Henri Leconte Yannick Noah       | Manuel Orantes Corrado Barazzutti | Shlomo Glickstein Yannick Noah Henri Leconte Guillermo Vilas |

### Aprile
| Settimana | Torneo | Vincitore                                   | Finalista                         | Semifinalisti                    | Eliminati ai quarti                                               |
| --------- | --- | ------------------------------------------- | --------------------------------- | -------------------------------- | ----------------------------------------------------------------- |
| 4 aprile  | Lisbon Open 1983 Lisbona, Portogallo Terra rossa – 250 000 $ – S32/D16 Singolare - Doppio                            | Mats Wilander 2-6 7-6 6-4                   | Yannick Noah                      | José Higueras Libor Pimek        | Shlomo Glickstein Corrado Barazzutti Anders Järryd Víctor Pecci   |
| 4 aprile  | Lisbon Open 1983 Lisbona, Portogallo Terra rossa – 250 000 $ – S32/D16 Singolare - Doppio                            | Carlos Kirmayr Cássio Motta 7-5, 6-4        | Pavel Složil Ferdi Taygan,        | José Higueras Libor Pimek        | Shlomo Glickstein Corrado Barazzutti Anders Järryd Víctor Pecci   |
| 11 aprile | Aix-en-Provence Open 1983 Aix-en-Provence, Francia Terra rossa – 75 000 $ – S32/D16 Singolare - Doppio               | Mats Wilander 6-3 6-2                       | Sergio Casal                      | Joakim Nyström Henri Leconte     | Víctor Pecci Alejandro Ganzábal Loic Courteau Jairo Velasco, Sr.  |
| 11 aprile | Aix-en-Provence Open 1983 Aix-en-Provence, Francia Terra rossa – 75 000 $ – S32/D16 Singolare - Doppio               | Henri Leconte Gilles Moretton 2–6, 6–1, 6–2 | Iván Camus Sergio Casal           | Joakim Nyström Henri Leconte     | Víctor Pecci Alejandro Ganzábal Loic Courteau Jairo Velasco, Sr.  |
| 11 aprile | Los Angeles Open 1983 Los Angeles, California, USA Cemento – 200 000 $ – S64/D32 Singolare - Doppio                  | Gene Mayer 7-6 6-1                          | Johan Kriek                       | Jimmy Connors Brian Gottfried    | Sandy Mayer Hank Pfister Mike De Palmer Tim Mayotte               |
| 11 aprile | Los Angeles Open 1983 Los Angeles, California, USA Cemento – 200 000 $ – S64/D32 Singolare - Doppio                  | Peter Fleming John McEnroe 6-1, 6-2         | Sandy Mayer Ferdi Taygan          | Jimmy Connors Brian Gottfried    | Sandy Mayer Hank Pfister Mike De Palmer Tim Mayotte               |
| 18 aprile | British Hard Court Championships 1983 Bournemouth, Gran Bretagna Terra rossa– 140 000 $ – S32/D16 Singolare - Doppio | José Higueras 2-6 7-6 7-5                   | Tomáš Šmíd                        | Stefan Edberg Víctor Pecci       | Jaime Fillol Balázs Taróczy Shlomo Glickstein Christopher Mottram |
| 18 aprile | British Hard Court Championships 1983 Bournemouth, Gran Bretagna Terra rossa– 140 000 $ – S32/D16 Singolare - Doppio | Peter Fleming John McEnroe 6-1, 6-2         | Sandy Mayer Ferdi Taygan          | Stefan Edberg Víctor Pecci       | Jaime Fillol Balázs Taróczy Shlomo Glickstein Christopher Mottram |
| 18 aprile | Alan King Tennis Classic 1983 Las Vegas, USA Cemento – 300 000 $ – S32/D16 Singolare - Doppio                        | Jimmy Connors 7-6 6-1                       | Mark Edmondson                    | Hank Pfister Robert Van't Hof    | Steve Denton Raúl Ramírez Sandy Mayer Sammy Giammalva             |
| 18 aprile | Alan King Tennis Classic 1983 Las Vegas, USA Cemento – 300 000 $ – S32/D16 Singolare - Doppio                        | Kevin Curren Steve Denton 6–3, 7–5          | Tracy Delatte Johan Kriek         | Hank Pfister Robert Van't Hof    | Steve Denton Raúl Ramírez Sandy Mayer Sammy Giammalva             |
| 25 aprile | Madrid Tennis Grand Prix 1983 Madrid, Spagna Terra rossa – 265 000 $ – S32/D16 Singolare - Doppio                    | Yannick Noah 3-6, 6-0, 6-2, 6-4             | Henrik Sundström                  | Pavel Složil Heinz Günthardt     | Thierry Tulasne Alberto Tous Carlos Kirmayr Hans Gildemeister     |
| 25 aprile | Madrid Tennis Grand Prix 1983 Madrid, Spagna Terra rossa – 265 000 $ – S32/D16 Singolare - Doppio                    | Heinz Günthardt Pavel Složil 6-3, 6-3       | Markus Günthardt Zoltán Kuhárszky | Pavel Složil Heinz Günthardt     | Thierry Tulasne Alberto Tous Carlos Kirmayr Hans Gildemeister     |
| 25 aprile | Tampa Open 1983 Tampa, USA Sintetico indoor – 75 000 $ – S32/D16 Singolare - Doppio                                  | Johan Kriek 6-2 6-4                         | Bob Lutz                          | Florin Segărceanu Mike De Palmer | John Fitzgerald Tom Cain Fritz Buehning Tim Wilkison              |
| 25 aprile | Tampa Open 1983 Tampa, USA Sintetico indoor – 75 000 $ – S32/D16 Singolare - Doppio                                  | Tony Giammalva Steve Meister 3–6, 6–1, 7–5  | Eric Fromm Drew Gitlin            | Florin Segărceanu Mike De Palmer | John Fitzgerald Tom Cain Fritz Buehning Tim Wilkison              |

### Maggio
| Settimana | Torneo | Vincitore                                             | Finalista                       | Semifinalisti                           | Eliminati ai quarti                                        |
| --------- | --- | ----------------------------------------------------- | ------------------------------- | --------------------------------------- | ---------------------------------------------------------- |
| 9 maggio  | ATP Firenze 1983 Firenze, Italia Terra rossa – 78 000 $ – S32/D16 Singolare - Doppio                                     | Jimmy Arias 6-4 6-3                                   | Francesco Cancellotti           | Eddie Dibbs Stefan Simonsson            | Georges Goven Ricardo Cano Ángel Giménez Thierry Tulasne   |
| 9 maggio  | ATP Firenze 1983 Firenze, Italia Terra rossa – 78 000 $ – S32/D16 Singolare - Doppio                                     | Francisco González Víctor Pecci 4-6, 6-4, 7-6         | Dominique Bedel Bernard Fritz   | Eddie Dibbs Stefan Simonsson            | Georges Goven Ricardo Cano Ángel Giménez Thierry Tulasne   |
| 9 maggio  | ATP German Open 1983 Amburgo, Germania dell'Ovest Terra rossa – 250 000 $ – S56/D28 Singolare - Doppio                   | Yannick Noah 3-6, 7-5, 6-2, 6-0                       | José Higueras                   | Eric Fromm Guillermo Vilas              | Balázs Taróczy Mats Wilander Eliot Teltscher Jeff Borowiak |
| 9 maggio  | ATP German Open 1983 Amburgo, Germania dell'Ovest Terra rossa – 250 000 $ – S56/D28 Singolare - Doppio                   | Heinz Günthardt Balázs Taróczy 6-1, 6-0               | Mark Edmondson Brian Gottfried  | Eric Fromm Guillermo Vilas              | Balázs Taróczy Mats Wilander Eliot Teltscher Jeff Borowiak |
| 16 maggio | Internazionali d'Italia 1983 Roma, Italia Terra rossa – 300 000 $ – S64/D32 Singolare - Doppio                           | Jimmy Arias 6–2, 6–7, 6–1, 6–4                        | José Higueras                   | Stefan Simonsson Heinz Günthardt        | Eddie Dibbs Guy Forget Eliot Teltscher José Luis Clerc     |
| 16 maggio | Internazionali d'Italia 1983 Roma, Italia Terra rossa – 300 000 $ – S64/D32 Singolare - Doppio                           | Francisco González Víctor Pecci 6–4, 6–2              | Jan Gunnarsson Mike Leach       | Stefan Simonsson Heinz Günthardt        | Eddie Dibbs Guy Forget Eliot Teltscher José Luis Clerc     |
| 16 maggio | Internazionali di Tennis di Baviera 1983 Monaco di Baviera, Germania Terra rossa – 75 000 $ – S32/D16 Singolare - Doppio | Tomáš Šmíd 6-0, 6-3, 4-6, 2-6, 7-5                    | Joakim Nyström                  | Hans Simonsson Peter Elter              | Chris Lewis Fernando Luna Pavel Složil Michael Westphal    |
| 16 maggio | Internazionali di Tennis di Baviera 1983 Monaco di Baviera, Germania Terra rossa – 75 000 $ – S32/D16 Singolare - Doppio | Chris Lewis Pavel Složil 6-4, 6-2                     | Anders Järryd Tomáš Šmíd        | Hans Simonsson Peter Elter              | Chris Lewis Fernando Luna Pavel Složil Michael Westphal    |
| 23 maggio | Open di Francia 1983 Parigi, Francia Grande Slam Terra rossa Singolare - Doppio - Doppio misto                           | Yannick Noah 6-2 7-5 7-6                              | Mats Wilander                   | Christophe Roger-Vasselin José Higueras | Jimmy Connors Ivan Lendl Guillermo Vilas John McEnroe      |
| 23 maggio | Open di Francia 1983 Parigi, Francia Grande Slam Terra rossa Singolare - Doppio - Doppio misto                           | Anders Järryd Hans Simonsson 7–6(4), 6–4, 6–2         | Mark Edmondson Sherwood Stewart | Christophe Roger-Vasselin José Higueras | Jimmy Connors Ivan Lendl Guillermo Vilas John McEnroe      |
| 23 maggio | Open di Francia 1983 Parigi, Francia Grande Slam Terra rossa Singolare - Doppio - Doppio misto                           | Doppio misto: Barbara Jordan Eliot Teltscher 6–2, 6–3 | Leslie Allen Charles Strode     | Christophe Roger-Vasselin José Higueras | Jimmy Connors Ivan Lendl Guillermo Vilas John McEnroe      |

### Giugno
| Settimana | Torneo                                                                                              | Vincitore                                                   | Finalista                        | Semifinalisti                   | Eliminati ai quarti                                          |
| --------- | --------------------------------------------------------------------------------------------------- | ----------------------------------------------------------- | -------------------------------- | ------------------------------- | ------------------------------------------------------------ |
| 6 giugno  | Queen's Club Championships 1983 Londra, Gran Bretagna Erba – 203 000 $ – S64/D32 Singolare - Doppio | Jimmy Connors 6-3 6-3                                       | John McEnroe                     | Ivan Lendl Kevin Curren         | Steve Denton Tim Mayotte Pat Cash Brian Gottfried            |
| 6 giugno  | Queen's Club Championships 1983 Londra, Gran Bretagna Erba – 203 000 $ – S64/D32 Singolare - Doppio | Brian Gottfried Paul McNamee 6–4, 6–3                       | Kevin Curren Steve Denton        | Ivan Lendl Kevin Curren         | Steve Denton Tim Mayotte Pat Cash Brian Gottfried            |
| 6 giugno  | ATP Venezia 1983 Venezia, Italia Terra rossa – 75 000 $ – S32/D16 Singolare - Doppio                | Roberto Argüello 2-6 6-2 6-0                                | Jimmy Brown                      | Bernard Fritz Florin Segărceanu | Diego Pérez Adriano Panatta Dominique Bedel Carlos Castellan |
| 6 giugno  | ATP Venezia 1983 Venezia, Italia Terra rossa – 75 000 $ – S32/D16 Singolare - Doppio                | Francisco González Víctor Pecci 6–1, 6–2                    | Steve Krulevitz Zoltán Kuhárszky | Bernard Fritz Florin Segărceanu | Diego Pérez Adriano Panatta Dominique Bedel Carlos Castellan |
| 13 giugno | Bristol Open 1983 Bristol, Gran Bretagna Erba – 117 000 $ – S32/D16 Singolare - Doppio              | Johan Kriek 7-6 7-5                                         | Tom Gullikson                    | Lloyd Bourne Ramesh Krishnan    | Ricardo Acuña Brian Teacher John Fitzgerald Marcos Hocevar   |
| 13 giugno | Bristol Open 1983 Bristol, Gran Bretagna Erba – 117 000 $ – S32/D16 Singolare - Doppio              | John Alexander John Fitzgerald 7–5, 6–4                     | Tom Gullikson Johan Kriek        | Lloyd Bourne Ramesh Krishnan    | Ricardo Acuña Brian Teacher John Fitzgerald Marcos Hocevar   |
| 20 giugno | Torneo di Wimbledon 1983 Wimbledon, Gran Bretagna Grande Slam Erba Singolare - Doppio - Misto       | John McEnroe 6-2 6-2 6-2                                    | Chris Lewis                      | Kevin Curren Ivan Lendl         | Tim Mayotte Mel Purcell Roscoe Tanner Sandy Mayer            |
| 20 giugno | Torneo di Wimbledon 1983 Wimbledon, Gran Bretagna Grande Slam Erba Singolare - Doppio - Misto       | Peter Fleming John McEnroe 6–4, 6–3, 6–4                    | Tim Gullikson Tom Gullikson      | Kevin Curren Ivan Lendl         | Tim Mayotte Mel Purcell Roscoe Tanner Sandy Mayer            |
| 20 giugno | Torneo di Wimbledon 1983 Wimbledon, Gran Bretagna Grande Slam Erba Singolare - Doppio - Misto       | Doppio misto: Wendy Turnbull John Lloyd 6(5)–7, 7–6(5), 7–5 | Billie Jean King Steve Denton    | Kevin Curren Ivan Lendl         | Tim Mayotte Mel Purcell Roscoe Tanner Sandy Mayer            |

### Luglio
| Settimana | Torneo | Vincitore                                  | Finalista                         | Semifinalisti                 | Eliminati ai quarti                                              |
| --------- | --- | ------------------------------------------ | --------------------------------- | ----------------------------- | ---------------------------------------------------------------- |
| 4 luglio  | Swiss Open Gstaad 1983 Gstaad, Svizzera Terra rossa – 100 000 $ – S32/D16 Singolare - Doppio                       | Sandy Mayer 6-0 6-3 6-2                    | Tomáš Šmíd                        | Mel Purcell Libor Pimek       | José Higueras Wojciech Fibak Colin Dowdeswell Sammy Giammalva    |
| 4 luglio  | Swiss Open Gstaad 1983 Gstaad, Svizzera Terra rossa – 100 000 $ – S32/D16 Singolare - Doppio                       | Pavel Složil Tomáš Šmíd 6-7, 6-4, 6-2      | Colin Dowdeswell Wojciech Fibak   | Mel Purcell Libor Pimek       | José Higueras Wojciech Fibak Colin Dowdeswell Sammy Giammalva    |
| 4 luglio  | Hall of Fame Tennis Championships 1983 Newport, USA Erba – 100 000 $ – S32/D16 Singolare - Doppio                  | John Fitzgerald 2-6 6-1 6-3                | Scott Davis                       | Tom Gullikson Matt Mitchell   | Paul Annacone Brad Drewett John Van nostrand Tim Gullikson       |
| 4 luglio  | Hall of Fame Tennis Championships 1983 Newport, USA Erba – 100 000 $ – S32/D16 Singolare - Doppio                  | Vijay Amritraj John Fitzgerald 6-3, 6-4    | Tim Gullikson Tom Gullikson       | Tom Gullikson Matt Mitchell   | Paul Annacone Brad Drewett John Van nostrand Tim Gullikson       |
| 11 luglio | Swedish Open 1983 Båstad, Svezia Terra rossa – 75 000 $ – S32/D16 Singolare - Doppio                               | Mats Wilander 6-1 6-2                      | Anders Järryd                     | Jim Gurfein Scott Lipton      | Stefan Simonsson Bernard Boileau Jan Gunnarsson Henrik Sundström |
| 11 luglio | Swedish Open 1983 Båstad, Svezia Terra rossa – 75 000 $ – S32/D16 Singolare - Doppio                               | Joakim Nyström Mats Wilander 1-6, 7-6, 7-6 | Anders Järryd Hans Simonsson      | Jim Gurfein Scott Lipton      | Stefan Simonsson Bernard Boileau Jan Gunnarsson Henrik Sundström |
| 11 luglio | U.S. Pro Tennis Championships 1983 Boston, Massachusetts, USA Terra rossa – 215 000 $ – S56/D28 Singolare - Doppio | José Luis Clerc 6-3 6-1                    | Jimmy Arias                       | Diego Pérez Eliot Teltscher   | Andrés Gómez Gianni Ocleppo Jeff Borowiak Jimmy Brown            |
| 11 luglio | U.S. Pro Tennis Championships 1983 Boston, Massachusetts, USA Terra rossa – 215 000 $ – S56/D28 Singolare - Doppio | Mark Dickson Cássio Motta 7-5, 6-3         | Hans Gildemeister Belus Prajoux   | Diego Pérez Eliot Teltscher   | Andrés Gómez Gianni Ocleppo Jeff Borowiak Jimmy Brown            |
| 11 luglio | Mercedes Cup 1983 Stoccarda, Germania Terra rossa – 100 000 $ – S32/D16 Singolare - Doppio                         | José Higueras 6-1 6-1 7-6                  | Heinz Günthardt                   | Brian Teacher Chris Lewis     | Tomáš Šmíd Andreas Maurer John Alexander Bernard Mitton          |
| 11 luglio | Mercedes Cup 1983 Stoccarda, Germania Terra rossa – 100 000 $ – S32/D16 Singolare - Doppio                         | Anand Amritraj Mike Bauer 4-6, 6-3, 6-2    | Pavel Složil Tomáš Šmíd           | Brian Teacher Chris Lewis     | Tomáš Šmíd Andreas Maurer John Alexander Bernard Mitton          |
| 18 luglio | Dutch Open 1983 Hilversum, Paesi Bassi Terra rossa – 100 000 $ – S32/D16 Singolare - Doppio                        | Tomáš Šmíd 6-4 6-4                         | Balázs Taróczy                    | Andreas Maurer Roland Stadler | Heinz Günthardt Christoph Zipf Rolf Gehring Eliot Teltscher      |
| 18 luglio | Dutch Open 1983 Hilversum, Paesi Bassi Terra rossa – 100 000 $ – S32/D16 Singolare - Doppio                        | Heinz Günthardt Balázs Taróczy 3-6 6-2 6-3 | Jan Kodeš Tomáš Šmíd              | Andreas Maurer Roland Stadler | Heinz Günthardt Christoph Zipf Rolf Gehring Eliot Teltscher      |
| 18 luglio | Austrian Open 1983 Kitzbühel, Austria Terra rossa – 100 000 $ – S48/D24 Singolare - Doppio                         | Guillermo Vilas 7-6 4-6 6-4                | Henri Leconte                     | Sergio Casal Hans Schwaier    | Marcos Hocevar Zoltán Kuhárszky Wojciech Fibak Trevor Allan      |
| 18 luglio | Austrian Open 1983 Kitzbühel, Austria Terra rossa – 100 000 $ – S48/D24 Singolare - Doppio                         | Wojciech Fibak Pavel Složil 7-5, 6-2       | Colin Dowdeswell Zoltán Kuhárszky | Sergio Casal Hans Schwaier    | Marcos Hocevar Zoltán Kuhárszky Wojciech Fibak Trevor Allan      |
| 18 luglio | Washington Open 1983 Washington, USA Terra rossa – 200 000 $ – S56/D28 Singolare - Doppio                          | José Luis Clerc 6-3 3-6 6-0                | Jimmy Arias                       | Mario Martínez Eric Korita    | Pablo Arraya Claudio Panatta Francesco Cancellotti Andrés Gómez  |
| 18 luglio | Washington Open 1983 Washington, USA Terra rossa – 200 000 $ – S56/D28 Singolare - Doppio                          | Mark Dickson Cássio Motta 6-2, 1-6, 6-4    | Paul McNamee Ferdi Taygan         | Mario Martínez Eric Korita    | Pablo Arraya Claudio Panatta Francesco Cancellotti Andrés Gómez  |
| 25 luglio | ATP Volvo International 1983 North Conway, USA Terra rossa – 255 000 $ – S56/D28 Singolare - Doppio                | José Luis Clerc 6-3 6-1                    | Andrés Gómez                      | José Higueras Jimmy Arias     | Mel Purcell Jim Gurfein Jimmy Brown Guillermo Vilas              |
| 25 luglio | ATP Volvo International 1983 North Conway, USA Terra rossa – 255 000 $ – S56/D28 Singolare - Doppio                | Mark Edmondson Sherwood Stewart 7–6, 7–6   | Eric Fromm Drew Gitlin            | José Higueras Jimmy Arias     | Mel Purcell Jim Gurfein Jimmy Brown Guillermo Vilas              |
| 25 luglio | South Orange Open 1983 South Orange, USA Terra rossa – 125 000 $ – S32/D16 Singolare - Doppio                      | Brad Drewett 4-6 6-4 7-6                   | John Alexander                    | Eric Korita Paul McNamee      | Michael Westphal Terry Moor Libor Pimek Tom Cain                 |
| 25 luglio | South Orange Open 1983 South Orange, USA Terra rossa – 125 000 $ – S32/D16 Singolare - Doppio                      | Fritz Buehning Tom Cain 6–2, 7–5           | John Lloyd Dick Stockton          | Eric Korita Paul McNamee      | Michael Westphal Terry Moor Libor Pimek Tom Cain                 |

### Agosto
| Settimana | Torneo | Vincitore                                                           | Finalista                        | Semifinalisti                 | Eliminati ai quarti                                       |
| --------- | --- | ------------------------------------------------------------------- | -------------------------------- | ----------------------------- | --------------------------------------------------------- |
| 1º agosto | Columbus Open 1983 Columbus, USA Cemento – 100 000 $ – S32/D16 Singolare - Doppio                                        | Brian Teacher 7-6 6-4                                               | Bill Scanlon                     | Henri Leconte Scott Davis     | Steve Denton Roscoe Tanner Brian Gottfried Eric Korita    |
| 1º agosto | Columbus Open 1983 Columbus, USA Cemento – 100 000 $ – S32/D16 Singolare - Doppio                                        | Scott Davis Brian Teacher 6–1, 4–6, 7–6                             | Vijay Amritraj John Fitzgerald   | Henri Leconte Scott Davis     | Steve Denton Roscoe Tanner Brian Gottfried Eric Korita    |
| 1º agosto | U.S. Men's Clay Court Championships 1983 Indianapolis, Indiana, USA Terra rossa – 300 000 $ – S56/D28 Singolare - Doppio | Jimmy Arias 6-4 2-6 6-4                                             | Andrés Gómez                     | Mel Purcell Shlomo Glickstein | Jimmy Brown Henrik Sundström Chris Lewis Roberto Argüello |
| 1º agosto | U.S. Men's Clay Court Championships 1983 Indianapolis, Indiana, USA Terra rossa – 300 000 $ – S56/D28 Singolare - Doppio | Mark Edmondson Sherwood Stewart 6-3, 6-2                            | Carlos Kirmayr Cássio Motta      | Mel Purcell Shlomo Glickstein | Jimmy Brown Henrik Sundström Chris Lewis Roberto Argüello |
| 8 agosto  | ATP Cleveland 1983 Cleveland, USA Cemento – 50 000 $ – S32/D16 Singolare - Doppio                                        | Marty Davis 6-3 6-2                                                 | Matt Mitchell                    | John Austin Nick Saviano      | Vijay Amritraj Peter Feigl Andy Andrews John Sadri        |
| 8 agosto  | ATP Cleveland 1983 Cleveland, USA Cemento – 50 000 $ – S32/D16 Singolare - Doppio                                        | Mike Myburg Christo van Rensburg 7–6, 7–5                           | Francisco González Matt Mitchell | John Austin Nick Saviano      | Vijay Amritraj Peter Feigl Andy Andrews John Sadri        |
| 8 agosto  | Canada Open 1983 Montréal, Canada Cemento – 300 000 $ – S56/D32 Singolare - Doppio                                       | Ivan Lendl 6-2 6-2                                                  | Anders Järryd                    | John McEnroe Jimmy Connors    | Brian Teacher Peter Fleming Kevin Curren Johan Kriek      |
| 8 agosto  | Canada Open 1983 Montréal, Canada Cemento – 300 000 $ – S56/D32 Singolare - Doppio                                       | Sandy Mayer Ferdi Taygan 6–3, 6-4                                   | Tim Gullikson Tom Gullikson      | John McEnroe Jimmy Connors    | Brian Teacher Peter Fleming Kevin Curren Johan Kriek      |
| 15 agosto | Cincinnati Open 1983 Cincinnati, USA Cemento – 300 000 $ – S64/D32 Singolare - Doppio                                    | Mats Wilander 6-4 6-4                                               | John McEnroe                     | Jimmy Connors Ivan Lendl      | Jimmy Arias Sandy Mayer Francisco González Kevin Curren   |
| 15 agosto | Cincinnati Open 1983 Cincinnati, USA Cemento – 300 000 $ – S64/D32 Singolare - Doppio                                    | Victor Amaya Tim Gullikson 6-4, 6-3                                 | Carlos Kirmayr Cássio Motta      | Jimmy Connors Ivan Lendl      | Jimmy Arias Sandy Mayer Francisco González Kevin Curren   |
| 15 agosto | Stowe Open 1983 Stowe, USA Cemento – 75 000 $ – S32/D16 Singolare - Doppio                                               | John Fitzgerald 3-6 6-2 7-5                                         | Vijay Amritraj                   | Matt Doyle Van Winitsky       | Brad Drewett Paul McNamee Fritz Buehning Tom Gullikson    |
| 15 agosto | Stowe Open 1983 Stowe, USA Cemento – 75 000 $ – S32/D16 Singolare - Doppio                                               | Brad Drewett Kim Warwick 4–6, 7–5, 6–2                              | Fritz Buehning Tom Gullikson     | Matt Doyle Van Winitsky       | Brad Drewett Paul McNamee Fritz Buehning Tom Gullikson    |
| 29 agosto | US Open 1983 New York, USA Grande Slam Cemento Singolare - Doppio - Doppio misto                                         | Jimmy Connors 6-3 6-7 7-5                                           | Ivan Lendl                       | Bill Scanlon Jimmy Arias      | Mark Dickson Eliot Teltscher Yannick Noah Mats Wilander   |
| 29 agosto | US Open 1983 New York, USA Grande Slam Cemento Singolare - Doppio - Doppio misto                                         | Peter Fleming John McEnroe 6–3, 6–4, 6–2                            | Fritz Buehning Van Winitsky      | Bill Scanlon Jimmy Arias      | Mark Dickson Eliot Teltscher Yannick Noah Mats Wilander   |
| 29 agosto | US Open 1983 New York, USA Grande Slam Cemento Singolare - Doppio - Doppio misto                                         | Doppio misto: Elizabeth Sayers Smylie John Fitzgerald 3–6, 6–3, 6–4 | Barbara Potter Ferdi Taygan      | Bill Scanlon Jimmy Arias      | Mark Dickson Eliot Teltscher Yannick Noah Mats Wilander   |

### Settembre
| Settimana    | Torneo | Vincitore                                        | Finalista                         | Semifinalisti                          | Eliminati ai quarti                                                    |
| ------------ | --- | ------------------------------------------------ | --------------------------------- | -------------------------------------- | ---------------------------------------------------------------------- |
| 12 settembre | Dallas Open 1983 Dallas, USA Cemento – 200 000 $ – S32/D16 Singolare - Doppio                                             | Andrés Gómez 6-7 6-1 6-1                         | Brian Teacher                     | Sandy Mayer Scott Davis                | Jimmy Connors Chris Lewis John Fitzgerald Gene Mayer                   |
| 12 settembre | Dallas Open 1983 Dallas, USA Cemento – 200 000 $ – S32/D16 Singolare - Doppio                                             | Nduka Odizor Van Winitsky 6–3, 7–5               | Steve Denton Sherwood Stewart     | Sandy Mayer Scott Davis                | Jimmy Connors Chris Lewis John Fitzgerald Gene Mayer                   |
| 12 settembre | Campionati Internazionali di Sicilia 1983 Palermo, Italia Terra rossa – 100 000 $ – S32/D16 Singolare - Doppio            | Jimmy Arias 6-2 2-6 6-0                          | José Luis Clerc                   | Colin Dowdeswell Francesco Cancellotti | Jimmy Brown Corrado Barazzutti Juan Avendaño Pablo Arraya              |
| 12 settembre | Campionati Internazionali di Sicilia 1983 Palermo, Italia Terra rossa – 100 000 $ – S32/D16 Singolare - Doppio            | Pablo Arraya José Luis Clerc 1-6, 6-4, 6-4       | Tian Viljoen Danie Visser         | Colin Dowdeswell Francesco Cancellotti | Jimmy Brown Corrado Barazzutti Juan Avendaño Pablo Arraya              |
| 19 settembre | ATP Bordeaux 1983 Bordeaux, Francia Terra rossa – 75 000 $ – S32/D16 Singolare - Doppio                                   | Pablo Arraya 7-5 7-5                             | Juan Aguilera                     | Miloslav Mečíř Fernando Luna           | Martín Jaite Roberto Argüello Stefan Simonsson Diego Pérez             |
| 19 settembre | ATP Bordeaux 1983 Bordeaux, Francia Terra rossa – 75 000 $ – S32/D16 Singolare - Doppio                                   | Stefan Simonsson Magnus Tideman 6-4, 6-2         | Francisco Yunis Juan Carlos Yunis | Miloslav Mečíř Fernando Luna           | Martín Jaite Roberto Argüello Stefan Simonsson Diego Pérez             |
| 19 settembre | Geneva Open 1983 Ginevra, Svizzera Terra rossa – 75 000 $ – S32/D16 Singolare - Doppio                                    | Mats Wilander 3-6 6-1 6-3                        | Henrik Sundström                  | Anders Järryd Guillermo Vilas          | Roland Stadler Claudio Panatta Heinz Günthardt Roberto Vizcaino Mallol |
| 19 settembre | Geneva Open 1983 Ginevra, Svizzera Terra rossa – 75 000 $ – S32/D16 Singolare - Doppio                                    | Stanislav Birner Blaine Willenborg 6–1, 2–6, 6–3 | Joakim Nyström Mats Wilander      | Anders Järryd Guillermo Vilas          | Roland Stadler Claudio Panatta Heinz Günthardt Roberto Vizcaino Mallol |
| 19 settembre | Pacific Coast Championships 1983 San Francisco, California, USA Sintetico indoor – 265 000 $ – S32/D16 Singolare - Doppio | Ivan Lendl 3-6 7-6 6-4                           | John McEnroe                      | Kevin Curren Ramesh Krishnan           | Sandy Mayer Tim Mayotte Bill Scanlon Fritz Buehning                    |
| 19 settembre | Pacific Coast Championships 1983 San Francisco, California, USA Sintetico indoor – 265 000 $ – S32/D16 Singolare - Doppio | Peter Fleming John McEnroe 6-1, 6-2              | Ivan Lendl Vincent Van Patten     | Kevin Curren Ramesh Krishnan           | Sandy Mayer Tim Mayotte Bill Scanlon Fritz Buehning                    |
| 25 settembre | Hawaiian Open 1983 Maui, Hawaii, USA Cemento – 100 000 $ – S32/D16 Singolare - Doppio                                     | Scott Davis 6-3 6-7 7-6                          | Vincent Van patten                | Brad Gilbert David Dowlen              | Glenn Michibata Marty Davis Tony Giammalva Chip Hooper                 |
| 25 settembre | Hawaiian Open 1983 Maui, Hawaii, USA Cemento – 100 000 $ – S32/D16 Singolare - Doppio                                     | Tony Giammalva Steve Meister 6–3, 5–7, 6–4       | Mike Bauer Scott Davis            | Brad Gilbert David Dowlen              | Glenn Michibata Marty Davis Tony Giammalva Chip Hooper                 |

### Ottobre
| Settimana  | Torneo | Vincitore                                       | Finalista                         | Semifinalisti                  | Eliminati ai quarti                                                     |
| ---------- | --- | ----------------------------------------------- | --------------------------------- | ------------------------------ | ----------------------------------------------------------------------- |
| 3 ottobre  | Torneo Godó 1983 Barcellona, Spagna Terra rossa – 175 000 $ – S64/D32 Singolare - Doppio                       | Mats Wilander 6-0 6-3 6-1                       | Guillermo Vilas                   | Andrés Gómez Tomáš Šmíd        | Jan Gunnarsson Anders Järryd Libor Pimek Juan Aguilera                  |
| 3 ottobre  | Torneo Godó 1983 Barcellona, Spagna Terra rossa – 175 000 $ – S64/D32 Singolare - Doppio                       | Anders Järryd Hans Simonsson 7-5, 6-3           | Jim Gurfein Erick Iskersky        | Andrés Gómez Tomáš Šmíd        | Jan Gunnarsson Anders Järryd Libor Pimek Juan Aguilera                  |
| 3 ottobre  | GWA Tennis Classic 1983 Brisbane, Australia Sintetico indoor – 140 000 $ – S32/D16 Singolare - Doppio          | Pat Cash 4-6 6-4 6-3                            | Paul McNamee                      | Brad Gilbert John Fitzgerald   | Simon Youl John Alexander Mike Leach Matt Mitchell                      |
| 3 ottobre  | GWA Tennis Classic 1983 Brisbane, Australia Sintetico indoor – 140 000 $ – S32/D16 Singolare - Doppio          | Pat Cash Paul McNamee 7-6, 7-6                  | Mark Edmondson Kim Warwick        | Brad Gilbert John Fitzgerald   | Simon Youl John Alexander Mike Leach Matt Mitchell                      |
| 10 ottobre | Swiss Indoors 1983 Basilea, Svizzera Cemento indoor – 100 000 $ – S32/D16 Singolare - Doppio                   | Vitas Gerulaitis 4-6, 6-1, 7-5, 5-5, ritiro     | Wojciech Fibak                    | Víctor Pecci Roland Stadler    | Ricardo Acuña Paul Annacone Michael Westphal Johan Carlsson             |
| 10 ottobre | Swiss Indoors 1983 Basilea, Svizzera Cemento indoor – 100 000 $ – S32/D16 Singolare - Doppio                   | Pavel Složil Tomáš Šmíd 6-1, 3-6, 7-6           | Stefan Edberg Florin Segărceanu   | Víctor Pecci Roland Stadler    | Ricardo Acuña Paul Annacone Michael Westphal Johan Carlsson             |
| 10 ottobre | Australian Indoor Championships 1983 Sydney, Australia Cemento indoor – 255 000 $ – S32/D16 Singolare - Doppio | John McEnroe 6-1 6-4 7-5                        | Henri Leconte                     | Chip Hooper Paul McNamee       | John Fitzgerald John Alexander Peter Rennert Ivan Lendl                 |
| 10 ottobre | Australian Indoor Championships 1983 Sydney, Australia Cemento indoor – 255 000 $ – S32/D16 Singolare - Doppio | Mark Edmondson Sherwood Stewart 6–2, 6–4        | John McEnroe Peter Rennert        | Chip Hooper Paul McNamee       | John Fitzgerald John Alexander Peter Rennert Ivan Lendl                 |
| 10 ottobre | Tel Aviv Open 1983 Tel Aviv, Israele Cemento – 75 000 $ – S32/D16 Singolare - Doppio                           | Aaron Krickstein 7-6 6-3                        | Christoph Zipf                    | Colin Dowdeswell Rolf Gehring  | Shahar Perkiss Jaromír Bečka Gilles Moretton Rick Meyer rowspan=2\|     |
| 10 ottobre | Tel Aviv Open 1983 Tel Aviv, Israele Cemento – 75 000 $ – S32/D16 Singolare - Doppio                           | Colin Dowdeswell Zoltán Kuhárszky 6–4, 7–5      | Peter Elter Peter Feigl           | Colin Dowdeswell Rolf Gehring  | Shahar Perkiss Jaromír Bečka Gilles Moretton Rick Meyer rowspan=2\|     |
| 17 ottobre | Japan Open Tennis Championships 1983 Tokyo, Giappone Cemento – 125 000 $ – S64/D32 Singolare - Doppio          | Eliot Teltscher 7-5 3-6 6-1                     | Andrés Gómez                      | Tom Gullikson Tim Gullikson    | Ramesh Krishnan Christophe Roger-Vasselin Gianni Ocleppo Larry Stefanki |
| 17 ottobre | Japan Open Tennis Championships 1983 Tokyo, Giappone Cemento – 125 000 $ – S64/D32 Singolare - Doppio          | Sammy Giammalva Jr. Steve Meister 6-4, 6-7, 7-6 | Tim Gullikson Tom Gullikson       | Tom Gullikson Tim Gullikson    | Ramesh Krishnan Christophe Roger-Vasselin Gianni Ocleppo Larry Stefanki |
| 17 ottobre | Vienna Open 1983 Vienna, Austria Cemento indoor – 117 000 $ – S32/D16 Singolare - Doppio                       | Brian Gottfried 6-2 6-3 7-5                     | Mel Purcell                       | Stefan Edberg Anders Järryd    | Michiel Schapers Eric Korita Mark Dickson Peter Feigl                   |
| 17 ottobre | Vienna Open 1983 Vienna, Austria Cemento indoor – 117 000 $ – S32/D16 Singolare - Doppio                       | Mel Purcell Stan Smith 6–3, 6–4                 | Marcos Hocevar Cássio Motta       | Stefan Edberg Anders Järryd    | Michiel Schapers Eric Korita Mark Dickson Peter Feigl                   |
| 24 ottobre | Cologne Grand Prix 1983 Colonia, Germania Sintetico indoor – 88 500 $ – S32/D16 Singolare - Doppio             | Matt Doyle 1-6 6-1 6-2                          | Hans Dieter Beutel                | Pavel Složil Bernie Mitton     | Eric Jelen Nick Saviano Marko Ostoja Sandy Mayer                        |
| 24 ottobre | Cologne Grand Prix 1983 Colonia, Germania Sintetico indoor – 88 500 $ – S32/D16 Singolare - Doppio             | Nick Saviano Florin Segărceanu 6–3, 6–4         | Paul Annacone Eric Korita         | Pavel Složil Bernie Mitton     | Eric Jelen Nick Saviano Marko Ostoja Sandy Mayer                        |
| 24 ottobre | Tokyo Indoor 1983 Tokyo, Giappone Sintetico indoor – 375 000 $ – S32/D16 Singolare - Doppio                    | Ivan Lendl 3-6 6-3 6-4                          | Scott Davis                       | Brad Gilbert Jimmy Connors     | Eliot Teltscher Tom Gullikson Andrés Gómez Glenn Michibata              |
| 24 ottobre | Tokyo Indoor 1983 Tokyo, Giappone Sintetico indoor – 375 000 $ – S32/D16 Singolare - Doppio                    | Mark Edmondson Sherwood Stewart 6-1, 6-4        | Steve Denton John Fitzgerald      | Brad Gilbert Jimmy Connors     | Eliot Teltscher Tom Gullikson Andrés Gómez Glenn Michibata              |
| 31 ottobre | Hong Kong Open 1983 Hong Kong, Cina Cemento – 100 000 $ – S32/D16 Singolare - Doppio                           | Wally Masur 6-1 6-1                             | Sammy Giammalva                   | Mark Edmondson Brad Gilbert    | David Pate Nduka Odizor Marty Davis Rod Frawley                         |
| 31 ottobre | Hong Kong Open 1983 Hong Kong, Cina Cemento – 100 000 $ – S32/D16 Singolare - Doppio                           | Drew Gitlin Craig A. Miller 6–2, 6–2            | Sammy Giammalva Jr. Steve Meister | Mark Edmondson Brad Gilbert    | David Pate Nduka Odizor Marty Davis Rod Frawley                         |
| 31 ottobre | Stockholm Open 1983 Stoccolma, Svezia Cemento indoor – 315 000 $ – S64/D32 Singolare - Doppio                  | Mats Wilander 6-1 7-5                           | Tomáš Šmíd                        | Vitas Gerulaitis Peter Fleming | Heinz Günthardt Johan Kriek Brian Gottfried Henri Leconte               |
| 31 ottobre | Stockholm Open 1983 Stoccolma, Svezia Cemento indoor – 315 000 $ – S64/D32 Singolare - Doppio                  | Anders Järryd Hans Simonsson 7–6, 7–5           | Johan Kriek Peter Fleming         | Vitas Gerulaitis Peter Fleming | Heinz Günthardt Johan Kriek Brian Gottfried Henri Leconte               |

### Novembre
| Settimana   | Torneo | Vincitore                                  | Finalista                         | Semifinalisti                 | Eliminati ai quarti                                            |
| ----------- | --- | ------------------------------------------ | --------------------------------- | ----------------------------- | -------------------------------------------------------------- |
| 7 novembre  | ATP Taipei 1983 Taipei, Taiwan Sintetico indoor – 75 000 $ – S32/D16 Singolare - Doppio                       | Nduka Odizor 6-4 3-6 6-4                   | Scott Davis                       | Brad Gilbert Mike Bauer       | Tim Gullikson Ramesh Krishnan Andy Andrews Glenn Michibata     |
| 7 novembre  | ATP Taipei 1983 Taipei, Taiwan Sintetico indoor – 75 000 $ – S32/D16 Singolare - Doppio                       | Wally Masur Kim Warwick 7-6, 6-4           | Ken Flach Robert Seguso           | Brad Gilbert Mike Bauer       | Tim Gullikson Ramesh Krishnan Andy Andrews Glenn Michibata     |
| 7 novembre  | Wembley Championship 1983 Wembley, Gran Bretagna Sintetico indoor – 250 000 $ – S32/D16 Singolare - Doppio    | John McEnroe 7-5 6-1 6-4                   | Jimmy Connors                     | Anders Järryd Andrés Gómez    | Steve Denton Gene Mayer Henrik Sundström Vitas Gerulaitis      |
| 7 novembre  | Wembley Championship 1983 Wembley, Gran Bretagna Sintetico indoor – 250 000 $ – S32/D16 Singolare - Doppio    | Peter Fleming John McEnroe 6-3, 6-4        | Steve Denton Sherwood Stewart     | Anders Järryd Andrés Gómez    | Steve Denton Gene Mayer Henrik Sundström Vitas Gerulaitis      |
| 14 novembre | Ferrara Open 1983 Ferrara, Italia Sintetico indoor – 75 000 $ – S32/D16 Singolare - Doppio                    | Thomas Högstedt 6-4 6-4                    | Butch Walts                       | Pavel Složil John Sadri       | Bernie Mitton Jakob Hlasek Sean Brawley Libor Pimek            |
| 14 novembre | Ferrara Open 1983 Ferrara, Italia Sintetico indoor – 75 000 $ – S32/D16 Singolare - Doppio                    | Bernard Mitton Butch Walts 7-6, 0-6, 6-3   | Stanislav Birner Stefan Simonsson | Pavel Složil John Sadri       | Bernie Mitton Jakob Hlasek Sean Brawley Libor Pimek            |
| 21 novembre | Bahia Open 1983 Bahia, Brasile Cemento – 75 000 $ – S32/D16 Singolare - Doppio                                | Pedro Rebolledo 6-3 6-3                    | Julio Goes                        | Álvaro Fillol Ivan Kley       | Givaldo Barbosa Nelson Aerts Fernando Roese Carlos Chabalgoity |
| 21 novembre | Bahia Open 1983 Bahia, Brasile Cemento – 75 000 $ – S32/D16 Singolare - Doppio                                | Givaldo Barbosa João Soares                | Ricardo Cano Thomaz Koch          | Álvaro Fillol Ivan Kley       | Givaldo Barbosa Nelson Aerts Fernando Roese Carlos Chabalgoity |
| 21 novembre | South African Open 1983 Johannesburg, Sudafrica Cemento – 375 000 $ – S32/D16 Singolare - Doppio              | Johan Kriek 6–4, 4–6, 1–6, 7–5, 6–3        | Colin Dowdeswell                  | Cássio Motta Vitas Gerulaitis | Claudio Panatta Brian Teacher Guillermo Vilas Tim Gullikson    |
| 21 novembre | South African Open 1983 Johannesburg, Sudafrica Cemento – 375 000 $ – S32/D16 Singolare - Doppio              | Steve Meister Brian Teacher 6-7, 7-6, 6-2  | Andrés Goméz Sherwood Stewart     | Cássio Motta Vitas Gerulaitis | Claudio Panatta Brian Teacher Guillermo Vilas Tim Gullikson    |
| 21 novembre | Grand Prix de Tennis de Toulouse 1983 Tolosa, Francia Cemento indoor – 100 000 $ – S32/D16 Singolare - Doppio | Heinz Günthardt 6-0 6-2 -                  | Pablo Arraya                      | Jimmy Brown Diego Pérez       | Jaromír Bečka Pascal Portes Michiel Schapers Mansour Bahrami   |
| 21 novembre | Grand Prix de Tennis de Toulouse 1983 Tolosa, Francia Cemento indoor – 100 000 $ – S32/D16 Singolare - Doppio | Heinz Günthardt Pavel Složil 5-7, 7-5, 6-4 | Bernard Mitton Butch Walts        | Jimmy Brown Diego Pérez       | Jaromír Bečka Pascal Portes Michiel Schapers Mansour Bahrami   |
| 29 novembre | Australian Open 1983 Melbourne, Australia Grande Slam Erba Singolare - Doppio                                 | Mats Wilander 6-1 6-4 6-4                  | Ivan Lendl                        | Tim Mayotte John McEnroe      | Tomáš Šmíd Eliot Teltscher Johan Kriek Wally Masur             |
| 29 novembre | Australian Open 1983 Melbourne, Australia Grande Slam Erba Singolare - Doppio                                 | Mark Edmondson Paul McNamee 6–3, 7–6       | Steve Denton Sherwood Stewart     | Tim Mayotte John McEnroe      | Tomáš Šmíd Eliot Teltscher Johan Kriek Wally Masur             |

### Dicembre
| Settimana   | Torneo                                                                                      | Vincitore                                   | Finalista                  | Semifinalisti                 | Eliminati ai quarti                                     |
| ----------- | ------------------------------------------------------------------------------------------- | ------------------------------------------- | -------------------------- | ----------------------------- | ------------------------------------------------------- |
| 10 dicembre | New South Wales Open 1983 Sydney, Australia Erba – 125 000 $ – S64/D32 Singolare - Doppio   | Joakim Nyström 2-6 6-3 6-1                  | Mike Bauer                 | Marty Davis Pat Cash          | Broderick Dyke Anders Järryd Lloyd Bourne Robert Seguso |
| 10 dicembre | New South Wales Open 1983 Sydney, Australia Erba – 125 000 $ – S64/D32 Singolare - Doppio   | Mike Bauer Pat Cash 7-6, 6-4                | Broderick Dyke Rod Frawley | Marty Davis Pat Cash          | Broderick Dyke Anders Järryd Lloyd Bourne Robert Seguso |
| 17 dicembre | South Australian Open 1983 Adelaide, Australia Erba – 75 000 $ – S32/D16 Singolare - Doppio | Mike Bauer 3-6 6-4 6-1                      | Miloslav Mečíř             | Paul McNamee Brad Drewett     | Chris Lewis Chip Hooper Leif Shiras Pat Cash            |
| 17 dicembre | South Australian Open 1983 Adelaide, Australia Erba – 75 000 $ – S32/D16 Singolare - Doppio | Craig A. Miller Eric Sherbeck 6–3, 4–6, 6–4 | Broderick Dyke Rod Frawley | Paul McNamee Brad Drewett     | Chris Lewis Chip Hooper Leif Shiras Pat Cash            |
| 24 dicembre | Melbourne Outdoor 1983 Melbourne, Australia Erba – 75 000 $ – S32 Singolare - Doppio        | Pat Cash 6-4 7-6                            | Rod Frawley                | Jeff Borowiak Craig A. Miller | Hank Pfister Chris Lewis Mike Gandolfo Brad Drewett     |
| 24 dicembre | Melbourne Outdoor 1983 Melbourne, Australia Erba – 75 000 $ – S32 Singolare - Doppio        |                                             |                            | Jeff Borowiak Craig A. Miller | Hank Pfister Chris Lewis Mike Gandolfo Brad Drewett     |

### Gennaio 1984
| Settimana  | Torneo                                                                                    | Vincitore                           | Finalista               | Semifinalisti               | Eliminati ai quarti                               |
| ---------- | ----------------------------------------------------------------------------------------- | ----------------------------------- | ----------------------- | --------------------------- | ------------------------------------------------- |
| 10 gennaio | Volvo Masters 1983 New York, USA Sintetico indoor – 400 000 $ – S12/D6 Singolare - Doppio | John McEnroe 6-3 6-4 6-4            | Ivan Lendl              | Mats Wilander Jimmy Connors | José Higueras Johan Kriek Tomáš Šmíd Andrés Gómez |
| 10 gennaio | Volvo Masters 1983 New York, USA Sintetico indoor – 400 000 $ – S12/D6 Singolare - Doppio | Peter Fleming John McEnroe 6-2, 6-2 | Pavel Složil Tomáš Šmíd | Mats Wilander Jimmy Connors | José Higueras Johan Kriek Tomáš Šmíd Andrés Gómez |

## Debutti
- Stefan Edberg
- Miloslav Mečíř